# Acemeti
Gli acemeti (dal greco Άκοίμηται, cioè coloro che non dormono) erano monaci bizantini della comunità fondata da sant'Alessandro l'Acemeta al principio del V secolo: stanziati inizialmente sulla riva asiatica del Bosforo, si trasferirono a Costantinopoli. 
Il nome di questi religiosi deriva dal fatto che le loro comunità erano divise in gruppi che si davano il cambio per cantare senza interruzione i salmi. 
Invisi all'imperatore Giustiniano, sospettati di nestorianesimo, furono condannati da papa Giovanni II nel 534 e scomparvero definitivamente verso la fine del VI secolo.